# Oxygraphis nepalensis
Oxygraphis nepalensis är en ranunkelväxtart som beskrevs av Michio Tamura. Oxygraphis nepalensis ingår i släktet Oxygraphis och familjen ranunkelväxter. Inga underarter finns listade i Catalogue of Life.